# بنفشه باتلاقی شمالی
 بنفشه باتلاقی شمالی(نام علمی: Viola nephrophylla) نام یک گونه از سرده بنفشه است.